# Олімпіакос (футбольний клуб, Волос)
Олімпіакос, Волос, повна назва — грец. Αθλητικός Σύλλογος Ολυμπιχτιακός Βόλου 1937, Атлетичний клуб Олімпіакос, Волос 1937 — професійний грецький футбольний клуб з міста Волос. Заснований 1937 року. Домашній стадіон — Пантессаліко. Основні клубні кольори — червоний та білий. Головний тренер — Сакіс Циоліс, колишній грецький футболіст, гравець національної збірної Греції.

## Досягнення
- У вищому національному дивізіоні Альфа Етнікі клуб грав у наступних сезонах: 1967-68, 1969-70, 1971-72, 1973-74, 1974-75, 1975-76, 1988-89, 1989-90, 2010—2011.
- Чемпіон Бета Етнікі: 1961-62, 1966-67, 1970-71.
- Чемпіон Гамма Етнікі: 1985-86, 1998-99.

## Відомі гравці
Греція
- Костас Капетанос
- Такіс Сінетопулос
- Йоргос Караміхалос
- Васіліс Васіліакос
- Васіліс Караїскос
- Пасхаліс Серетіс

Інші країни
- Енеа Колікі
- Ерол Булут
- Домагой Абрамович
- Гільєрмо Рамірес